# 会津史談会
会津史談会（あいづしだんかい）とは、会津の歴史を語り継いでいくことを目的とした同好団体（史談会）である。会津（福島県）の歴史や戊辰戦争の記録を講演会や講演集、論文などの形で発表するほか、史料及び史蹟の保存活動、先人の顕彰も行う。

## 概要
当初、昭和5年（1930年）7月25日、9人の郷土史家が集まって設立協議会を設け、昭和6年（1931年）12月12日に郷土史を学ぶ者たちが会員となって設立された。
最初の会報から西郷頼母の『栖雲記』が掲載された。1号のみは、印刷ではなく手書きを複写して会報が作成された（*『会津史談会創刊号～第二十四号』から参照）。その後、第45号までは合本で3冊にまとめられた。
- 『会津史談会創刊号～第二十四号』1980年 会津史談会編 歴史春秋社発行
- 『会津史談会第二十五号～第三十六号』1980年 会津史談会編 歴史春秋社発行
- 『会津史談会第三十七号～第四十五号』1980年 会津史談会編 歴史春秋社発行

以後も毎年、会津史談と「会津史談通信」を発行している。

## 会による出版物
- 「会津史談」
- 「会津史談通信」
- 会津史談会講演集〈第1-10集〉 会津史談会 1949年
- 会津史談会叢書〈第12集-第17集〉 会津史談会 1953年
- 会津戦争のすべて 会津史談会 1980年

## 会津史談賞
十数年前の宮崎十三八死後に、妻の意思で遺産から優秀な作品に賞が贈られるようになる。十数年たった現在でも会津史談賞は続いている。

## 会員の執筆
会員には作家・中村彰彦、星亮一、好川之範などが含まれる。また、宮崎十三八が「会津史談」や「会津会々報」をもとにして、新人物往来社から『会津戊辰戦争史料集』を出版した。秋田書店などが取りまとめた書籍もある。
- 『会津戊辰戦争史料集』宮崎十三八著 新人物往来社 新人物往来社 1991年
- 『紙碑・東京の中の会津』牧野登著 日本経済評論社
- 『会津戦争の群像』前田宣裕著 歴史春秋社
- 『会津の群像』小島一男著 歴史春秋社
- 『西郷頼母』堀田節夫著 歴史春秋社
- 『栖雲記私注』堀田節夫著 東京書籍
- 『史実 会津白虎隊』早川喜代次著 新人物往来社
- 『会津戦争のすべて』会津史談会編 新人物往来社
- 『会津若松城』斎藤光男著 日本図書刊行会
- 『東山の今昔』史談会調査部・小熊和子編 会津史談会
- 『戊辰戦争は今』会津史談会役員著 歴史春秋社
- 『中野竹子と娘子隊』水澤繁雄著 歴史春秋社
- 『会津地域の歴史』簗田直幸著 88新書
- 『真説・会津白虎隊』早川広中著 双葉社
- 『保科正之公と土津神社』塩谷七重郎著 土津神社発行
- 『戊辰怨念の深層』畑敬之助著 歴史春秋社

## テレビ放映
1986年に日本テレビ系で放送された『白虎隊』には、会津史談会および会員であった宮崎十三八が協力した。
2007年にテレビ朝日系で放送された『白虎隊』には、相談役の早川広中が協力した。
- （参考文献）『歴史春秋第七十二号』

## 各部の活動
会津史談会は、総務部、調査部、寺社研究部、研修部、出版部に分かれて様々な活動も行っている。
- 寺社研究部は、現在だと会津寺院風土記の編集を行っている。
- 研修部では、古文書講座の勉強会が行われている。
- 出版部では、「会津史談」や「会津史談通信」の編集を行っている。
- 調査部は、現地調査研究を行っている。
- 総務部は、全てのとりまとめを行っている。

また文化史講座では、現地講座や講義が毎年行われている。